# St. Alban (Ettling)

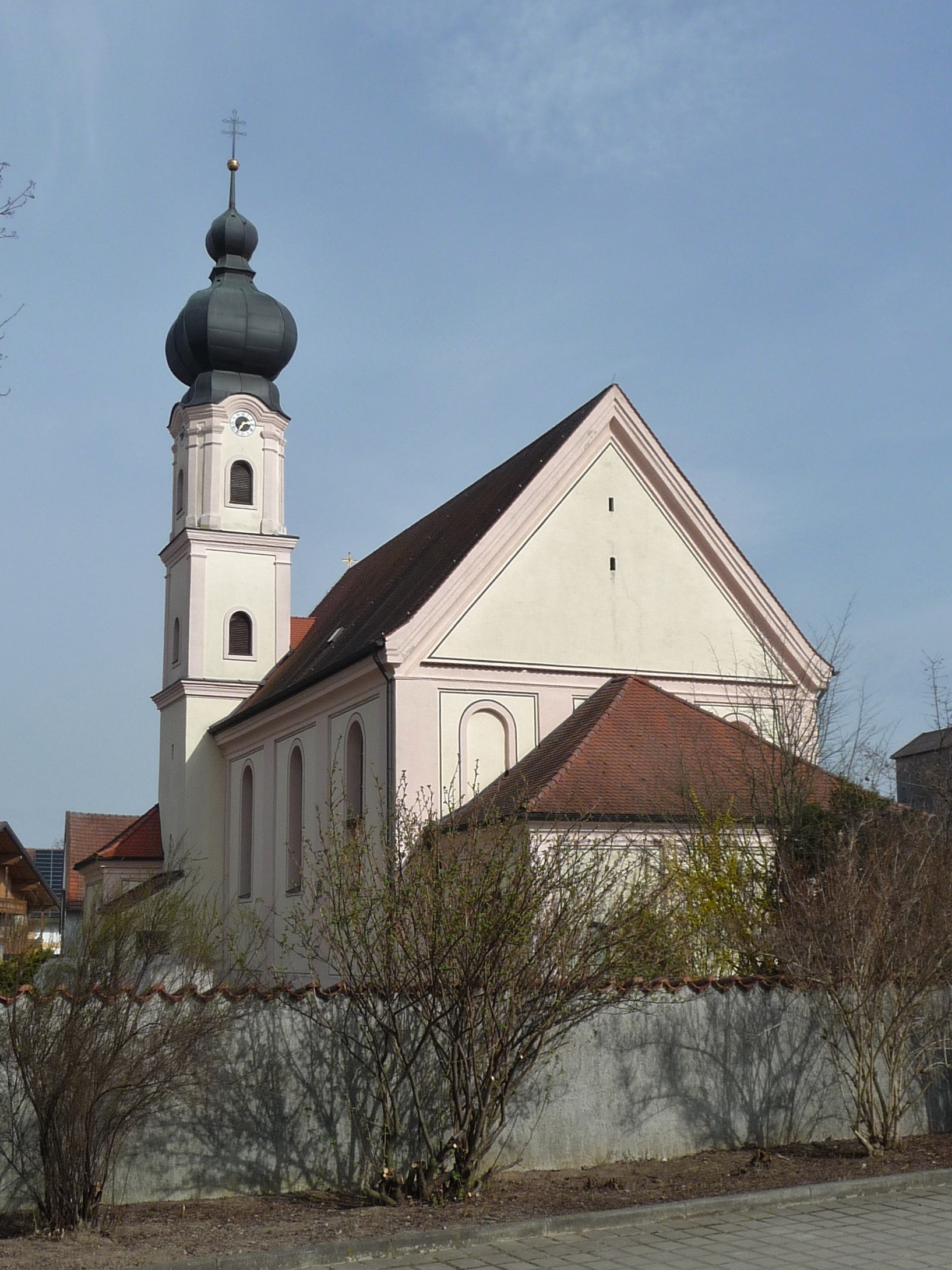
St. Alban in Ettling

Die römisch-katholische Pfarrkirche St. Alban steht in Ettling, einem Gemeindeteil des Marktes Wallersdorf im niederbayerischen Landkreis Dingolfing-Landau. Sie ist in der Liste der Baudenkmäler in Wallersdorf unter der Nummer D-2-79-137-22 eingetragen. Die Kirche gehört zum Dekanat Osterhofen im Bistum Passau.

## Beschreibung
Die barocke Saalkirche wurde 1719/20 nach einem Entwurf von Domenico Mazio errichtet. Sie besteht aus dem Langhaus, dem eingezogenen, halbrund geschlossenen Chor im Osten, einer im Westen angebauten Vorhalle und dem mit einer Welschen Haube bedeckten Chorflankenturm, dessen oberstes Geschoss den Glockenstuhl mit vier Glocken und die Turmuhr enthält, und der Sakristei an der Nordwand des Chors.
Das Langhaus ist mit einer Flachdecke überspannt, der Chor mit einem Stichkappengewölbe. Der Hochaltar wurde um 1760/70 aufgestellt. Auf seinem Retabel ist Alban von Mainz mit seinem abgeschlagenen Kopf dargestellt.